# Hans Aregger
Hans Aregger (* 14. September 1930 in Horw) ist ein Schweizer Komponist, Kapellmeister, Klarinetten- und Saxophonspieler aus Horw im Kanton Luzern. Er ist gelernter Schreiner. Ab 1946 spielte er in der Feldmusik Horw, die ihm auch den Musikunterricht finanzierte.

## Leben
Dank seiner späteren Ehefrau, der Jodlerin Liny Schiess, wurde er mit der Jodelmusik vertraut. Vor allem zwischen 1966 und 1981 traten sie als Jodelduett auf. 1974 übernahm Hans Aregger die Leitung der Berner Jodler Luzern. Er nahm bei den Komponisten Hans Walter Schneller und Paul Müller-Egger Unterricht im Notensatz und komponierte selbst Jodellieder.
Aregger ist bekannt durch seine gleichnamige Ländlerkapelle, die seit vielen Jahren den konzertanten Innerschweizerstil pflegt. Er komponierte mehr als 300 Melodien. Seine Evergreens sind
- der Bockbier-Schottisch,
- Schnupf isch Trumpf, ein Schottisch mit Gesang,
- der Ländler Hans in Form, in dem er mit der Klarinette, dem Sopransaxophon und dem Es-Alto-Saxophon spielt.

Seinen Schreinerberuf übt er noch als Hobby aus. Hauptberuflich betätigt er sich auch als Dirigent und Musikverleger.

## Auszeichnung
- Goldener Violinschlüssel
- Prix Walo